# Keeper of the Flame
Keeper of the Flame (prt: A Chama Eterna; bra: Fogo Sagrado) é um filme estadunidense de 1942, do gênero drama, dirigido por George Cukor, com roteiro de Donald Ogden Stewart baseado no romance Keeper of the Flame, de I. A. R. Wylie.

## Sinopse
Biógrafo de um herói nacional que morreu em acidente automobilístico descobre que a viúva poderia ter evitado o acidente, mas não o fez, e agora precisa descobrir as motivações dela antes de terminar a biografia.

## Elenco
- Spencer Tracy      ...  Steven 'Stevie' O'Malley
- Katharine Hepburn  ...  Mrs. Christine Forrest
- Richard Whorf      ...  Clive Kerndon
- Margaret Wycherly  ...  velho Mrs. Forrest